# Motoo Hayashi

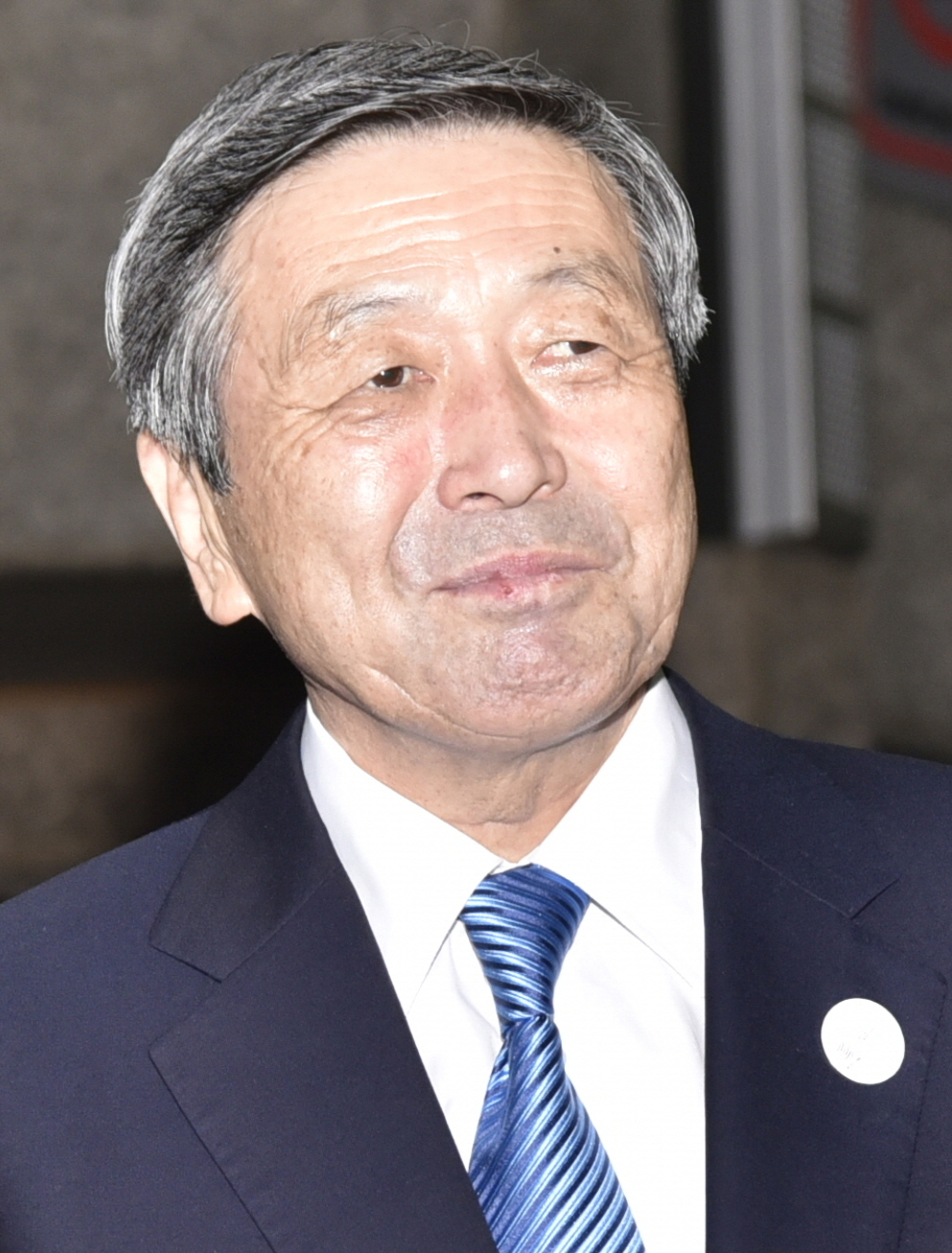
Motoo Hayashi, 2015

Motoo Hayashi (jap. 林 幹雄 Hayashi Motoo; * 3. Januar 1947 in Tōnoshō, Landkreis Katori, Präfektur Chiba) ist ein japanischer Politiker der Liberaldemokratischen Partei (LDP). Durchgehend von 1993 bis 2024 war er Abgeordneter im Shūgiin, dem Unterhaus der Kokkai, und mehrfach Minister. In der LDP gehörte er bis 2012 der Ishihara-Faktion, danach der Nikai-Faktion an.

## Leben
Hayashi ist der älteste Sohn des ehemaligen Shūgiin-Abgeordneten und Ministers Hayashi Taikan. Nach seinem Studienabschluss 1970 an der Fakultät für Kunst der Nihon Daigaku wurde er zwei Jahre später Sekretär seines Vaters. Ab 1983 gehörte er für drei Legislaturperioden dem Präfekturparlament Chiba an. Bei der Shūgiin-Wahl 1993 wurde er im Wahlkreis seines Vaters erstmals auf nationaler Ebene ins Parlament gewählt, den 1994 geschaffenen Einzelwahlkreis Chiba 10 gewann er danach viermal in Folge. 2009 wurde er nur über den Verhältniswahlblock Süd-Kantō wiedergewählt. 2012 konnte er seinen Wahlkreis mit deutlichem Vorsprung zurückgewinnen und wurde dort bis einschließlich 2021 durchgehend wiedergewählt.
1998 war Hayashi parlamentarischer Staatssekretär (seimujikan) im Verkehrsministerium, 2003 Staatssekretär (fuku-daijin) im Nachfolgeministerium MLIT (Ministerium für Land, Infrastruktur und Verkehr, englisch für das japanische Ministerium für Land & Verkehr). Ein Jahr später wurde er stellvertretender Generalsekretär der LDP, 2005 saß er dem zum MLIT korrespondierenden Shūgiin-Ausschuss vor. 2006 war er stellvertretender Vorsitzender des „Politikforschungsrats“ (PARC) der LDP. Im selben Jahr begann er, als Gastdozent an der Nihon Daigaku zu lehren.
Premierminister Yasuo Fukuda berief Hayashi im August 2008 als Vorsitzender der Nationalen Kommission für Öffentliche Sicherheit und Staatsminister für Okinawa und die Nördlichen Territorien und für den Katastrophenschutz in sein umgebildetes Kabinett. Allerdings ersetzte ihn Fukudas Nachfolger Tarō Asō gut einen Monat später durch Tsutomu Satō. Am 2. Juli 2009 berief ihn Asō auf denselben Posten in sein Kabinett, das bis September 2009 regierte. Von 2014 bis 2015 saß er dem Shūgiin-Geschäftsordnungsausschuss vor, von 2015 bis 2016 war er Minister für Wirtschaft und Industrie (japanisch für den englischen Minister für Wirtschaft, Handel und Industrie) im dritten Kabinett Abe.
Zur Shūgiin-Wahl 2024 trat Hayashi nicht mehr an. Die LDP-Kandidatur im Wahlkreis Chiba 10 sollte der bisherige Präfekturparlamentsabgeordnete Masaaki Koike übernehmen, der den Sitz knapp für die LDP verteidigte.